# Skive (stacja kolejowa)
Skive (duński: Skive Station) – stacja kolejowa w miejscowości Skive, w regionie Jutlandia Środkowa, w Danii. Znajduje się na linii Langå – Struer. Przez większość czasu stacja nosiła nazwę Skive H Skive Hovedbanegård.
Obecny dworzec został otwarty dla ruchu 2 lutego 1962 w związku ze znaczącą redukcją linii kolejowych w okolicach Skive.
Stacja jest zarządzana i obsługiwana przez Danske Statsbaner.

## Linie kolejowe
- Langå – Struer